# Love Me Land
«Love Me Land» (en español: «Tierra del Ámame») es una canción de la cantante sueca Zara Larsson, lanzada a través de TEN Music Group y Epic Records el 10 de julio de 2020. La canción es el primer sencillo de su tercer álbum de estudio: Poster Girl.  Fue coescrita por Larsson con Julia Michaels, Justin Tranter y Jason Gill, quienes también produjeron esta canción.

## Vídeo musical
El vídeo, como le dijo Zara a Teen Vogue, fue filmado en Suecia, donde Zara se ha quedado durante la pandemia. «Una diferencia con la filmación habitual es que teníamos a la directora en un enlace desde Finlandia porque no podía viajar». Ella explica. El vídeo contiene un baile de Zara con varios efectos de luz.

## Lista de canciones
| Descarga digital |                |          |  |
| N.º              | Título         | Duración |  |
| 1.               | «Love Me Land» | 2:40     |  |

| Descarga digital – Remixes |                                                       |          |  |
| N.º                        | Título                                                | Duración |  |
| 1.                         | «Love Me Land (Hearts in the Air)» (Secondcity Remix) | 3:47     |  |

## Posicionamiento en las listas

### Semanales
| CEI             | Tophit                     | 302 |
| Escocia         | Official Charts Company    | 67  |
| Estados Unidos  | Billboard LyricFind Global | 16  |
| Nueva Zelanda   | Recorded Music NZ          | 11  |
| Reino Unido     | Official Charts Company    | 45  |
| República Checa | Rádio Top 100              | 63  |
| Suecia          | Sverigetopplistan          | 8   |

## Certificaciones
| País   | Organismo certificador | Certificación | Ventas certificadas | Simbolización | Ref.   |
| ------ | ---------------------- | ------------- | ------------------- | ------------- | ------ |
| Suecia | GLF                    | Oro           | 4 000 000           | ●             | [ 11 ] |

## Historial de lanzamientos
| Región         | Fecha               | Formato                                         | Discográfica | Ref.   |
| -------------- | ------------------- | ----------------------------------------------- | ------------ | ------ |
|                | 10 de julio de 2020 | Descarga digital · streaming                    | TEN · Epic   |        |
| Reino Unido    | 10 de julio de 2020 | Hit Contemporáneo de la radio                   | TEN · Epic   | [ 12 ] |
| Estados Unidos | 21 de julio de 2020 | Hit Contemporáneo de la radio                   | Epic         | [ 13 ] |
|                | 7 de agosto de 2020 | Descarga digital · streaming (Secondcity Remix) | TEN · Epic   |        |